# Kirchweyhe
Kirchweyhe ist ein Ortsteil der Gemeinde Weyhe im niedersächsischen Landkreis Diepholz. Am 31. Dezember 2005 hatte der Ortsteil der Gemeinde 9.317 Einwohner, 2016 waren es 9.394.

## Geografie

### Lage
Kirchweyhe liegt im mittleren Bereich der Gemeinde Weyhe und ist von deren Ortsteilen umgeben.

### Flüsse
Die östlich fließende Hache ist auf weite Strecken Grenzfluss zum Weyher Ortsteil Sudweyhe. Die Ochtum entspringt dem Kirchweyher See, der von der Hache und dem Süstedter Bach gespeist wird. Die Ochtum fließt weiter in Richtung Nordwesten.

### Nachbarorte
Nachbarorte sind – von Norden aus im Uhrzeigersinn – die Weyher Ortsteile Dreye, Sudweyhe, Lahausen und Leeste.

## Geschichte
Bis zum 1. März 1974 gehörte der Ortsteil Kirchweyhe zusammen mit Lahausen und Dreye zu der bis dahin selbständigen Gemeinde Kirchweyhe. Zu diesem Zeitpunkt wurden die Gemeinden Kirchweyhe, Sudweyhe und Leeste zur Einheitsgemeinde Weyhe zusammengefasst.
1998 wurde die Kooperative Gesamtschule Kirchweyhe eingeweiht – neben der seit 1973 bestehenden Kooperativen Gesamtschule in Leeste das zweite Schulzentrum der Gemeinde Weyhe.
Im März 2013 wurde ein junger Mann vor dem Bahnhof während einer Schlägerei von einem in Deutschland geborenen jungen Mann mit türkischer Staatsbürgerschaft lebensgefährlich verletzt und starb vier Tage später. Das Landgericht Verden vermutete, dass mehrere Personen die tödlichen Verletzungen des verstorbenen Mannes verschuldet hatten, konnte aber nur einem Täter eine Schuld nachweisen, der im Februar 2014 zu fünf Jahren und neun Monaten Jugendhaft verurteilt wurde.
Nach der Tat wurde in verschiedenen Medien die türkische Staatsbürgerschaft des Täters thematisiert. Als deutlich wurde, dass Rechtsextreme den Fall zu instrumentalisieren begannen – u. a. meldete die Partei Die Rechte eine Kundgebung an, ebenso die NPD – versuchten die Gemeinde Kirchweyhe und verschiedene Bürgerbündnisse, dies zu verhindern. Bürgermeister Frank Lemmermann (SPD) und andere Mitarbeiter der Verwaltung wurden daraufhin beschimpft und bedroht. Die Gemeinde erstattete in 115 Fällen Anzeige. Im Oktober 2014 wurde deutlich, dass auch der Richter, der den Prozess gegen den Haupttäter geleitet hatte, massiv von Rechtsextremen bedroht worden war.

## Sehenswürdigkeiten

### Bauwerke
In der Liste der Baudenkmale in Weyhe sind für Kirchweyhe elf Baudenkmale aufgeführt, darunter:

#### Felicianuskirche

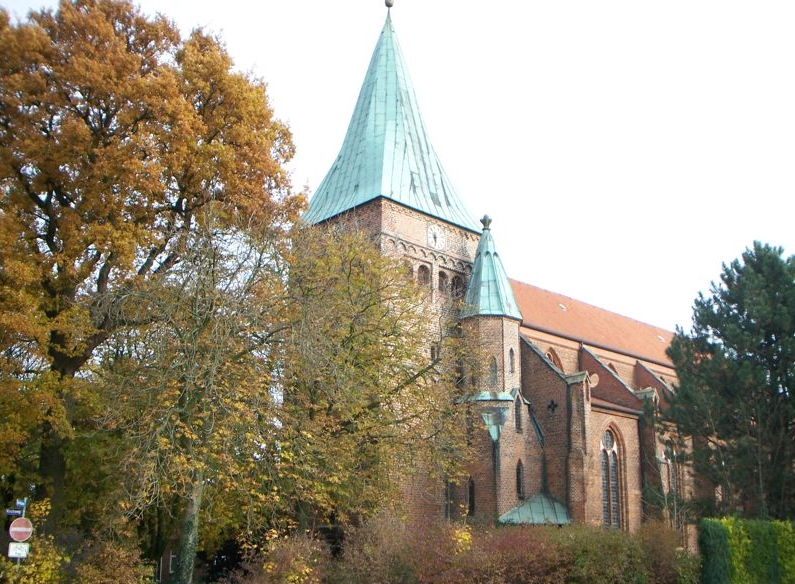
Die Felicianuskirche in Kirchweyhe, erbaut ab 1250

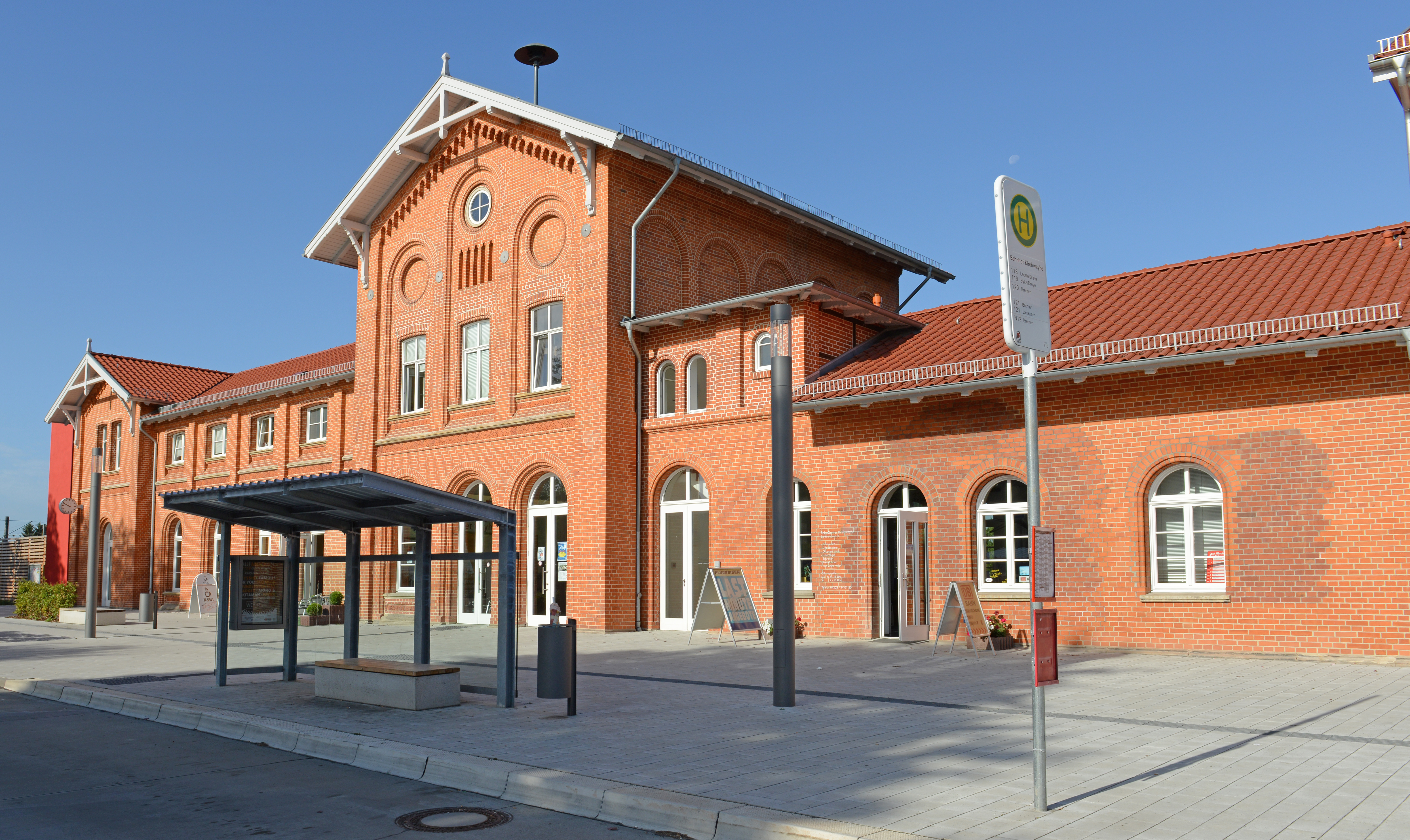
Empfangsgebäude des Kirchweyher Bahnhofs

Die ev.-luth. Felicianuskirche stammt in ihrem ältesten erhaltenen Teil – dem romanischen Backsteinturm – aus der Zeit um 1250. Sie ist damit das älteste heute erhaltene Bauwerk der Gemeinde Weyhe (siehe Weyhe#Bauwerke).

#### Heilige Familie
Die an der Kirchweyher Hauptstraße liegende katholische Kirche gehört der Emmausgemeinde an und ist eine von insgesamt fünf Kirchen, die von Pfarrer Grunwaldt und Pater Matthew betreut werden. 2017 verstarb der damalige Priester unerwartet.

#### Bahnhof Kirchweyhe
Das Empfangsgebäude des Bahnhofs Kirchweyhe wurde im neuromanischen Stil errichtet, 1873 fertiggestellt und 2011 aufwendig saniert. Heute beherbergen die Räumlichkeiten die örtliche Volkshochschule und ein Reisebüro.

## Verkehr
Der Bahnhof Kirchweyhe liegt an der Bahnstrecke Wanne-Eickel–Hamburg; er wird zwischen Bremerhaven-Lehe und Osnabrück durch den Regional-Express sowie von der Regio-S-Bahn Bremen/Niedersachsen bedient. Der reguläre Personenverkehr an der Station Kirchweyhe-Ort an der Bremen-Thedinghauser Eisenbahn wurde 1955 eingestellt; heute wird der Haltepunkt nur noch durch eine Museumseisenbahn angefahren.

## Vereine
Der Schachverein SK Kirchweyhe spielt seit der Saison 2022/23 in der Schachbundesliga.

## Persönlichkeiten
- Hans Schumacher (* 1941),  Badmintonspieler
- Dirk Busch (* 1951 in Brunsbüttelkoog), Sänger, Komponist, Texter, Produzent und Arrangeur
- Katja Riemann (* 1963), Schauspielerin
- Arnd Zeigler (* 1965 in Bremen, aufgewachsen in Kirchweyhe), Moderator, Journalist, Autor und Sänger